# Salsa roja

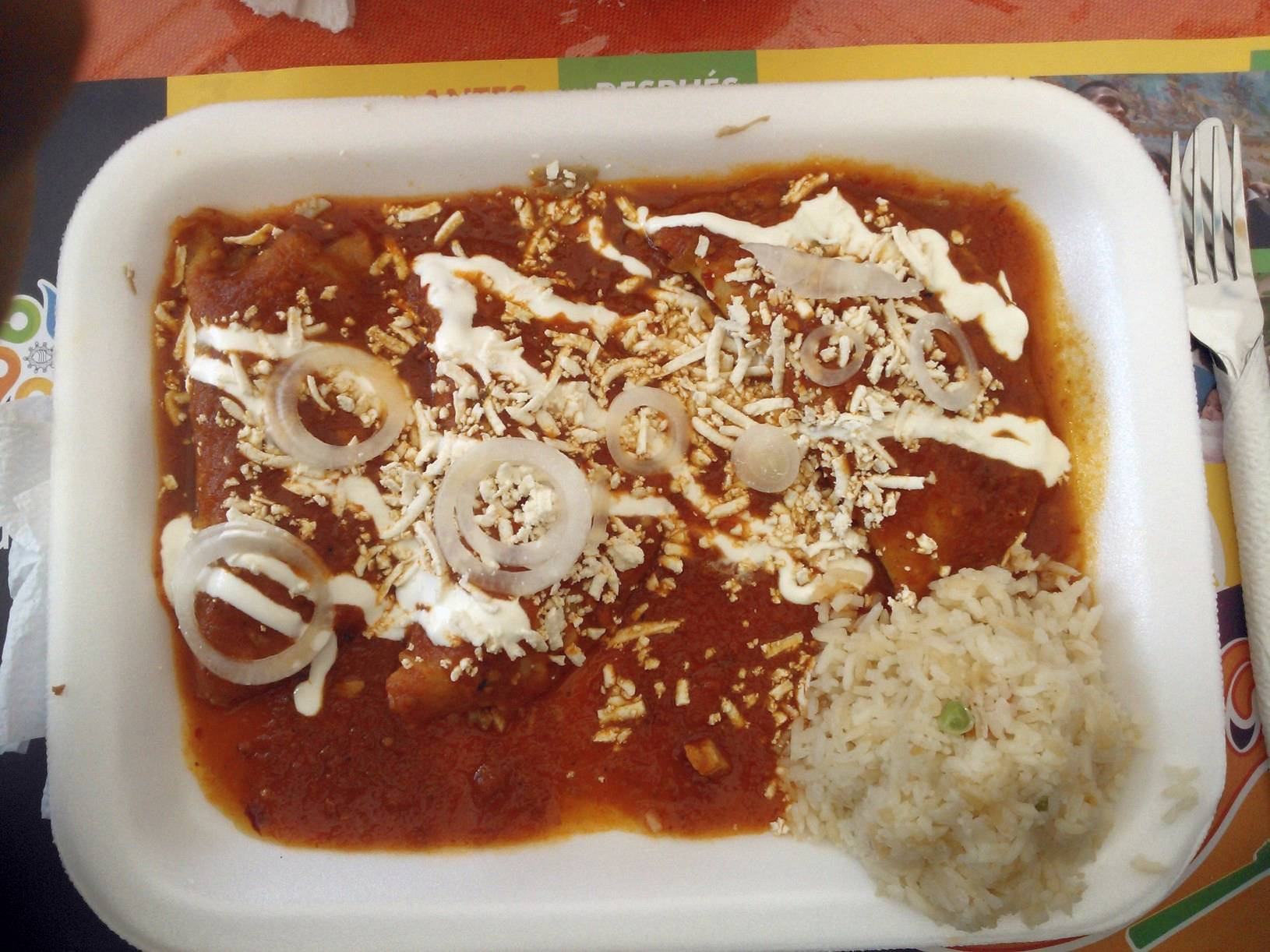
Enchiladas à la salsa roja.

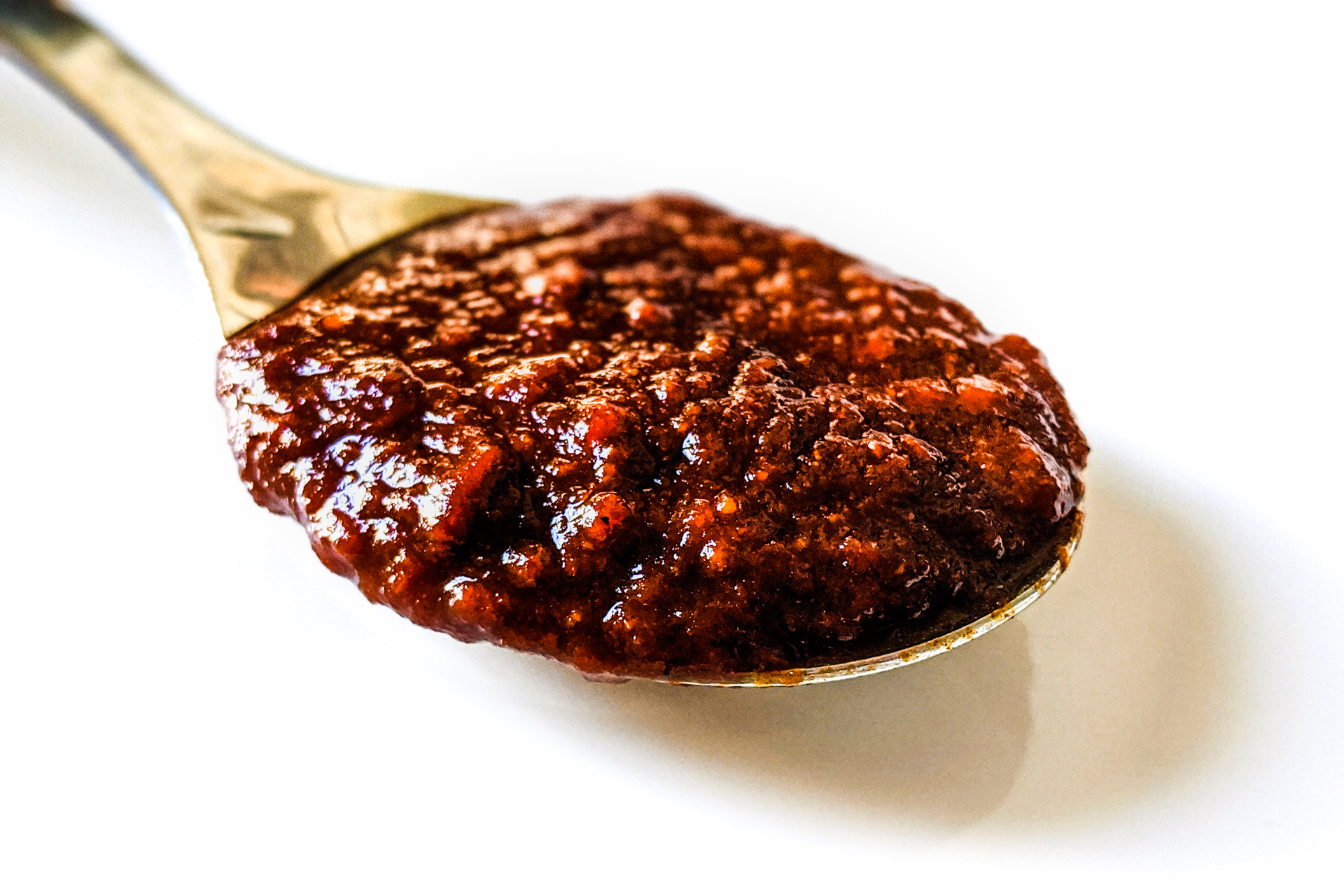
Salsa roja sur une cuillère.

La salsa roja (« sauce rouge » en espagnol) est un type de sauce tomate épicée de la cuisine mexicaine. Elle se prépare avec des tomates rouges, broyées avec de l'oignon, de l'ail, du piment, du sel et du poivre.
Cette sauce rouge se décline en plusieurs sous-types : « salsa cocida » (sauce cuite), dans laquelle les ingrédients sont cuits puis moulus ; « salsa asada » (sauce grillée), dans laquelle les éléments sont grillés sur un comal puis moulus ; « salsa cruda »  (sauce crue), dans laquelle les ingrédients sont moulus crus, prêts à être consommés ; et une combinaison dans laquelle certains éléments sont grillés et d'autres cuits. Un molcajete (mortier) ou un mixeur peut être utilisé pour le processus de broyage. Une fois la sauce préparée, on peut la faire cuire à nouveau dans une poêle avec un peu d'huile.
Elle est utilisée pour préparer la cuisine mexicaine traditionnelle, avec un légère dose de piment pour les enchiladas ou les « huevos rancheros », ou plus épicée pour accompagner les antojitos comme les tacos ou les quesadillas.